# Туранський Олег Ігорович
Олег Ігорович Туранський (* 15 жовтня 1983, Київ, УРСР, СРСР) — український режисер кіно і телебачення, сценарист.

## Біографічні відомості
Закінчив Київський національний університет театру, кіно і телебачення імені Івана Карпенка-Карого (факультет кіно і телебачення, курс М. І. Мерзлікіна).

## Фільмографія

### Режисер
- 2004: «Кордон» (короткометражний)
- 2005: «Гра Долі» (документальний)
- 2005: «Тінь» (короткометражний)
- 2007: «Чужі таємниці» (т/с, у співавт.)
- 2008: «Хороші хлопці» (т/с)
- 2009: «Право на помилування»
- 2010: «Брат за брата» (т/с)
- 2010: «Вендетта по-російськи»
- 2012: «Брат за брата-2»
- 2012: «Лекції для домогосподарок»
- 2013: «Темні лабіринти минулого»
- 2014: «Брат за брата-3»
- 2016: «Володимирська, 15»
- 2016: «Друге дихання» (мінісеріал)
- 2016: «Якби ж то»
- 2016: «Я з тобою»
- 2018: «Сувенір з Одеси» (т/с)
- 2020: «Експерт» (т/с)
- 2020: «Любов з ароматом кави» (мінісеріал)